# Teques
Teques (beteke), tiós ou anzicos são um grupo étnico da África Central. Sua população habita principalmente a República Democrática do Congo, a República do Congo e com uma minoria no Gabão. O mais longevo presidente do Gabão, Omar Bongo (conhecido antes de sua conversão ao Islamismo como Albert-Bernard Bongo), é um membro dos teques.
Excepcionalmente para o povo da África Central, os teques historicamente criam cães e gatos para fins domésticos. O chien bateke magro é um pequeno cão de caça com um curto e médio pelo cinza. O chat bateke é um grande gato doméstico com quase a mesma coloração do cachorro de mesmo nome. Esses animais constituem raças locais, em vez de raças formais (não são reconhecidos por nenhuma grande organização de criadores e adestradores). A maioria dos cães e gatos domesticados em áreas às margens do rio Congo são dessas raças.

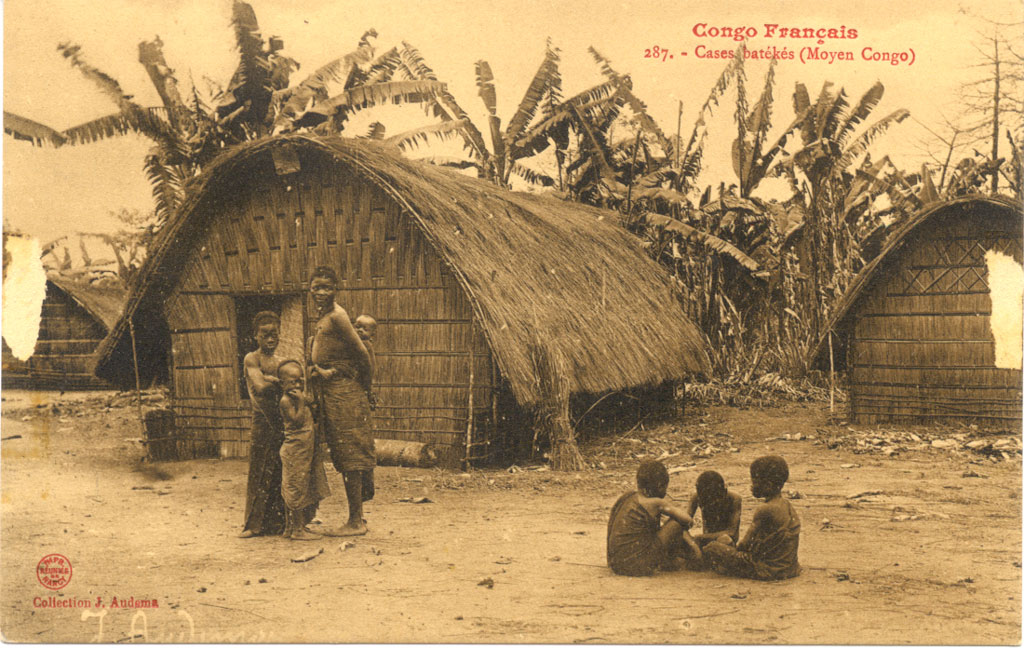
Cabana teque no Congo Francês num cartão postal colonial de c. 1905